# Rumonge (stad)
Rumonge is een stad in het zuidwesten van Burundi en het bestuurlijk centrum van de gelijknamige provincie Rumonge. Rumonge ligt aan de oevers van het Tanganyikameer, 70 km ten zuiden van de hoofdstad Bujumbura. Volgens de census van 2008 telde Rumonge 35.931 inwoners.
Rumonge en het omliggend gebied kent zowel landbouw als visvangst. Rumonge is een centrum van de bevissing van het Tanganyikameer. Landbouw betreft maniokteelt, verbouwing van oliepalmbomen en winning van palmolie, en de fok van kippen, eenden, duiven geiten, schapen en runderen. Varkens en honden worden uit religieuze overwegingen niet in Rumonge gefokt.
Rumonge heeft een historisch grote gemeenschap van moslims, reeds van lang voor de Burundese onafhankelijkheid van 1962. Recent was er toch terug een toename van de christenbevolking, zowel katholieken als protestanten, ten gevolge van de grote plattelandsvlucht die Burundi kent en in alle steden, en ook in Rumonge, tot bevolkingsaangroei leidt.
Tot 25 maart 2015 lag Rumonge in de provincie Bururi. Sindsdien is Rumonge de hoofdstad van de nieuw gevormde provincie, bestaande uit vijf gemeenten, waarvan drie voormalig van Bururi en twee eerder onderdeel uitmaakten van Bujumbura Rural.